# Macrotera echinocacti
Macrotera echinocacti är en biart som först beskrevs av Timberlake 1954.  Macrotera echinocacti ingår i släktet Macrotera och familjen grävbin. Inga underarter finns listade i Catalogue of Life.